# Volo Uganda Airlines 775
Il volo Uganda Airlines 775 era un volo passeggeri di linea internazionale tra l'aeroporto di Londra-Gatwick, Regno Unito, e l'aeroporto Internazionale di Entebbe, Uganda, con scalo intermedio a Roma, Italia.
Il 17 ottobre 1988, un Boeing 707 della Uganda Airlines, che stava percorrendo la prima parte di tale tratta, si schiantò in fase di atterraggio sulla pista 34L all'aeroporto di Roma-Fiumicino; nell'impatto morirono 33 persone delle 52 a bordo. Ci furono 19 sopravvissuti.

## Il volo
Durante la discesa verso Roma, l'equipaggio del volo 775 ricevette l'autorizzazione per un atterraggio ILS sulla pista 16L. A causa della scarsa visibilità, i piloti decisero di effettuare una procedura di mancato avvicinamento. Un secondo tentativo fu eseguito sulla pista 25, ma l'equipaggio dovette abbandonare anche questo a causa delle avverse condizioni meteorologiche. Il volo richiese quindi un radar vectoring per la pista 34L. L'aeromobile agganciò il localizzatore ma scese sotto l'altitudine minima di sicurezza e urtò alcuni alberi, si schiantò, si ruppe in pezzi e scoppiò in fiamme a meno di un chilometro dalla pista.
Uno dei 19 sopravvissuti fu John Harigye, un uomo d'affari ed ex ambasciatore ugandese in Vaticano.

## Le cause
La probabile causa dell'incidente fu determinata essere "La mancanza di preparazione adeguata dell'equipaggio nella procedura di avvicinamento non di precisione sulla pista 34L dell'aeroporto di Fiumicino, in particolare per quanto riguarda il coordinamento dell'equipaggio, l'ascolto delle callout riguardanti l'altitudine e la loro continua discesa oltre la MDA senza localizzato visivamente la pista".
Anche i seguenti fattori potrebbero aver contribuito a causare l'incidente:
- una presunta fatica mentale e fisica accumulata dall'equipaggio durante i due tentativi di atterraggio annullati, in una situazione meteorologica sfavorevole e operativamente impegnativa;
- la configurazione degli strumenti segnalanti l'altitudine, che, sebbene sufficiente per gli atterraggi, consisteva in un unico radioaltimetro con l'avviso di attraversamento dell'altitudine minima di sicurezza guasto;
- l'attenzione dell'equipaggio, eccessivamente concentrato a ricercare le fonti luminose della pista, anziché sulle letture dello strumento.[9]

Parte della commissione d'inchiesta, nonché il rappresentante ugandese, si dissociò dalla maggioranza durante le fasi di identificazione dei fattori che potrebbero aver contribuito all'incidente.